# Банахів простір
Банахів простір — повний нормований векторний простір. Тобто векторний простір {\displaystyle \ V} над полем дійсних або комплексних чисел з нормою {\displaystyle ||\cdot ||} такою, що кожна фундаментальна послідовність є збіжною до елементу з {\displaystyle \ V} за метрикою {\displaystyle d(x,\ y)=\|x-y\|.} Центральний об'єкт у функціональному аналізі. Названий на честь Стефана Банаха.

## Приклади
Позначимо через{\displaystyle \ K} одне з полів — {\displaystyle \mathbb {R} } або {\displaystyle \mathbb {C} }.
Відомі Евклідові простори{\displaystyle \ K^{n}}, де Евклідова норма вектора {\displaystyle x=(x_{1},\ldots ,x_{n})} визначається формулою
{\displaystyle \|x\|={\sqrt {\sum \limits _{i=1}^{n}|x_{i}|^{2}}}.}
Простір усіх неперервних функцій {\displaystyle \ f:[a,b]\to K}, визначених на закритому інтервалі {\displaystyle [a,\,b]}, є Банаховим простором, якщо ми визначимо норму як
{\displaystyle ||f||=\sup\{|f(x)|:x\in [a,\,b]\}.}
Це — норма, оскільки неперервні функції, визначені на закритому інтервалі, є обмеженими. Простір є повним за цією нормою. Одержаний Банахів простір позначають {\displaystyle \ C[a,b]}. Цей приклад можна узагальнити до простору {\displaystyle C(X)} усіх неперервних функцій {\displaystyle X\to K}, де {\displaystyle X} — компактний простір, або до простору всіх обмежених неперервних функцій {\displaystyle X\to K}, де {\displaystyle X} — будь-який топологічний простір, або до простору {\displaystyle B(X)} всіх обмежених функцій {\displaystyle X\to K}, де {\displaystyle X} — будь-яка множина.
В усіх наведених прикладах Банахові простори є замкненими відносно множення функції, тому вони є унітарними Банаховими алгебрами.
Якщо {\displaystyle p\geq 1} — дійсне число, ми можемо розглядати простір усіх нескінчених послідовностей {\displaystyle \ (x_{1},x_{2},x_{3},\ldots )} елементів {\displaystyle K} таких, що нескінчені ряди {\displaystyle \sum |x_{i}|^{p}} є збіжними. Корінь {\displaystyle p}-го степеня зі значення цього ряду за означенням є {\displaystyle p}-нормою послідовності. Цей простір разом із означеною нормою є Банаховим простором і позначається {\displaystyle \ l^{p}}.
Банахів простір {\displaystyle \ l^{\infty }} складається з усіх обмежених послідовностей елементів з {\displaystyle K}. За норму такої послідовності можна взяти верхню межу абсолютних значень членів послідовності.
Також, якщо p ≥ 1 — дійсне число, можемо розглядати всі функції f : [a, b] → K такі, що |f|p є інтегровною за Лебеґом. За норму f беруть корінь p-го степеня з цього інтеграла. Сам собою цей простір не є Банаховим простором, оскільки є ненульові функції, норма яких дорівнює нулеві. Ми визначаємо співвідношення еквівалентності таким чином: f і g є еквівалентними тоді й тільки тоді, коли норма різниці f — g дорівнює нулеві. Тоді множина класів еквівалентності утворює Банахів простір, який позначають L p[a, b]. Тут суттєво застосовувати інтеграл Лебеґа, а не Рімана, оскільки Ріманів інтеграл не дає повного простору. Ці приклади можна узагальнити — див. Простір L p
Якщо X і Y — два Банахові простори, тоді можна утворити їхню пряму суму {\displaystyle X\oplus Y}, що також є Банаховим простором. Цю конструкцію можна узагальнити до прямої суми довільного числа Банахових просторів.
Якщо M є закритим лінійним підпростором Банахового простору X, тоді частка Банахового простору і цього підпростору X/M також є Банаховим простором.

## Лінійні оператори
Якщо V та W — Банахові простори над одним і тим самим полем K, сукупність усіх неперервних K-лінійних відображень або лінійних операторів A : V → W позначається L(V, W). Зверніть увагу на те, що в нескінченновимірних просторах не всі лінійні відображення автоматично є лінійними. L(V, W) є векторним простором. Якщо взяти за норму ||A|| = sup { ||Ax|| : x ∈ V, ||x|| ≤ 1 }, його можна розглядати як Банахів простір.
Простір L(V) = L(V, V) парних форм унітарної Банахової алгебри. Операція множення — композиція лінійних відображень.

## Дуальний простір
Якщо V є Банаховим простором і K є полем (дійсним чи комплексним), тоді саме K є Банаховим простором (якщо брати абсолютну величину за норму), і ми можемо ввести дуальний простір до V як V' = L(V, K). Це також — Банахів простір. Він може застосовуватися для визначення нової топології на V — слабкої топології.
Існує природне відображення F з V в V'
{\displaystyle F(x)(f)=f(x)}
для всіх x в V та f в V'. Згідно з теоремою Гана-Банаха, це відображення є ін'єкцією (відображенням «в»). Якщо воно також є сюр'єкцією (відображенням «на»), тоді Банахів простір V називають рефлексивним простором. Рефлексивні простори мають багато важливих геометричних властивостей. Простір є рефлексивним тоді й лише тоді, коли дуальний їх дуальні простори є рефлексивними, а це буває тоді й лише тоді, коли їх одинична куля є компактом у слабкій топології.
Наприклад, {\displaystyle l^{p}} є рефлексивним для {\displaystyle 1<p<\infty }, але {\displaystyle l^{1}} і {\displaystyle l^{\infty }} не є рефлексивними. Дуальний простір до {\displaystyle l^{p}} є {\displaystyle l^{q}}, де p та q зв'язані формулою (1/p) + (1/q) = 1. Дивіться Простір L p.

## Зв'язок із Гільбертовим простором
- Кожен Гільбертів простір є Банаховим простором, оскільки за означенням Гільбертів простір є повним за нормою, пов'язаною з його скалярним добутком.

- Критерієм того, що Банахів простір також є Гільбертовим простором, є тотожність паралелограма:

{\displaystyle \|u+v\|^{2}+\|u-v\|^{2}=2(\|u\|^{2}+\|v\|^{2}).}
Якщо норма Банахового простору задовольняє цю тотожність, цей простір також є Гільбертовим зі скалярним добутком, заданим поляризаційною тотожністю. Якщо V є дійсним Банаховим простором, поляризаційна тотожність така:
{\displaystyle (u,v)={\frac {1}{4}}(\|u+v\|^{2}-\|u-v\|^{2})}
тоді як для комплексного Банахового простору V поляризаційна тотожність — : {\displaystyle (u,v)={\frac {1}{4}}(\|u+v\|^{2}-\|u-v\|^{2}-i(\|u+iv\|^{2}-\|u-iv\|^{2}))}
для того, щоб побачити, чому паралелограм передбачає, що форма, визначена поляризаційною тотожністю, насправді є повним внутрішнім добутком, алгебраїчно перевіряють, чи є ця форма адитивною, звідки за математичною індукцією випливає, що форма є лінійною над цілими та раціональними числами. Далі, оскільки кожне дійсне число є границею деякої послідовності Коши раціональних чисел, повнота норми поширює лінійність на всю дійсну пряму.
У випадку комплексних чисел можна також перевірити, що білінійна форма є лінійною за i в одному з аргументів і спряжено-лінійною в іншому.

## Похідні
Можна визначити похідну функції f : V → W, що відображає один Банахів простір в інший. Інтуїтивно, якщо x є елементом V, похідна від f в точці x є неперервним лінійним відображенням, що є наближенням f в околі точки x
Формально f зветься диференційовною в x, якщо існує неперервне лінійне відображення A : V → W таке, що
{\displaystyle \lim _{h\to 0}{\frac {\|f(x+h)-f(x)-A(h)\|}{\|h\|}}=0}
Границя тут береться по всіх послідовностях ненульових елементів в {\displaystyle V}, що збігаються до 0.

Якщо границя існує, пишемо {\displaystyle {\rm {D}}f(x)=A} та називаємо це похідною {\displaystyle f} в точці {\displaystyle x}.
Поняття похідної є фактично узагальненням звичайної похідної від функцій R → R, адже лінійні відображення з R в R є просто множенням на дійсні числа.
Якщо f є диференційовною в кожній точці x простору V, тоді Df : V → L(V, W) є іншим відображенням одного Банахового простору в інший (взагалі-то не лінійним відображенням!) і, можливо, також є диференційовним, таким чином визначаючи похідні вищих порядків від f. n-ту похідну в точці x можна розглядати як полілінійне відображення Vn → W.
Диференціювання є лінійною операцією в такому сенсі: якщо {\displaystyle f} та {\displaystyle g} — два відображення V → W, що є диференційовними в точці x, і r та s є скалярами з K, тоді rf + sg є диференційовним в x, і {\displaystyle {\rm {D}}(rf+sg)(x)=r{\rm {D}}(f)(x)+s{\rm {D}}(g)(x)}.
В цьому контексті також справджується правило ланцюга: якщо f : V → W диференційоване в точці x в V, і g : W → X є диференційовним в f(x), композиція g o f є диференційовною в x, і похідна є композицією похідних:
{\displaystyle D(g\circ f)(x)=D(g)(f(x))\circ D(f)(x)}

## Узагальнення
Декілька важливих у функціональному аналізі просторів, наприклад, простір усіх нескінчених багатократно диференційовних функцій R → R або простір всіх розподілів на R є повними, але не нормованими векторними просторами, що відтак не є Банаховими просторами. У просторі Фреше існує повна метрика, тоді як простори LF є повними рівномірними векторними просторами, що виникають як границі просторів Фреше.